# Керан
Керан (фр. Cairanne) насеље је и општина у Француској у региону Прованса-Алпи-Азурна обала, у департману Воклиз која припада префектури Карпантрас.
По подацима из 2011. године у општини је живело 1014 становника, а густина насељености је износила 45,05 становника/km². Општина се простире на површини од 22,51 km². Налази се на средњој надморској висини од 184 метара (максималној 339 m, а минималној 98 m).

## Демографија
| 1962. | 1968. | 1975. | 1982. | 1990. | 1999. | 2011. |
| ----- | ----- | ----- | ----- | ----- | ----- | ----- |
| 853   | 871   | 809   | 840   | 863   | 850   | 1.014 |

График промене броја становника у току последњих година